# Tour de Castiglioncello
La Tour de Castiglioncello (en italien : Torre di Castiglioncello), est une ancienne tour côtière située dans le hameau de Castiglioncello, une frazione de la commune de de Rosignano Marittimo, dans la province de Livourne en Toscane,.

## Historique
La tour a été construite au milieu du XVIe siècle. Une épigraphe sur la porte d'entrée rappelle sa construction par Cosme II de Médicis. N'étant pas mentionné dans une liste de fortifications datant de 1539, il est plausible qu'elle ait été construite après 1540 et achevée vers 1570. En 1606, avec la création de la nouvelle Capitainerie de Livourne, la tour devient le point de vue le plus méridional du territoire dépendant de la ville de Livourne. Elle conserva sa fonction d'observation et de défense (car elle abritait une garnison de cuirassiers) même pendant la domination de la Maison de Lorraine.
Par la suite, au XIXe siècle, elle passa au domaine public et en 1872 elle devint la propriété de Diego Martelli, qui la vendit à sa mère en 1886. Elle passa ensuite à Fausto Lazzaro Patrone, propriétaire d'une résidence voisine aujourd'hui connue sous le nom de château Pasquini et entre la fin du même siècle et les premières décennies du XXe siècle, elle fit l'objet de plusieurs changements de propriété, transformations et utilisations, tant de sorte que le comte Gualtiero Danieli construisit autour d'elle sa propre villa en style néo-médiéval, selon le style imposé par le château de Boccale du baron Patrone. 
En décembre 2002, la restauration de la structure a été achevée, ce qui a permis de remettre le monument dans son état d'origine, tout en améliorant son accessibilité.

## Description
La tour, mentionnée dans l'Atlas de Warren en 1749, a un plan carré, avec une forme peu élancée en raison de son aspect massif, sans grandes ouvertures. Il repose sur un mur abrupt au-dessus duquel se trouve l'entrée du bâtiment.
Le toit, qui a subi au fil du temps une importante rénovation, a perdu la galerie caractéristique qui s'étendait à l'origine au-dessus des arcs brisés qui reposent sur les corbeaux du périmètre. Autrefois, il était remplacé par un crénelage, aujourd'hui disparu. À l'intérieur se trouvent deux étages habitables, délimités par des murs d'une épaisseur considérable.